# Selstad
Selstad est une localité du comté de Nordland, en Norvège.

## Géographie
Administrativement, Selstad fait partie de la kommune de Meløy.